# 782 a.C.
Séculos: (Século IX a.C. - Século VIII a.C. - Século VII a.C.)
Décadas: 830 a.C. 820 a.C. 810 a.C. 800 a.C. 790 a.C. - 780 a.C. - 770 a.C. 760 a.C. 750 a.C. 740 a.C. 730 a.C.
Anos: 788 a.C. - 787 a.C. - 786 a.C. - 785 a.C. - 784 a.C.
- 783 a.C. - 782 a.C. - 781 a.C. - 780 a.C. - 779 a.C. - 778 a.C.

## Eventos
- É fundada a cidade de Erevan, atual capital da Armênia.
- Jeroboão torna-se rei de Israel (782 a.C e permanece rei até 753 a.C.)